# 실꼬리표문쥐치
실꼬리표문쥐치(Naso vlamingii)는 양쥐돔목 양쥐돔과에 속하는 물고기이다. 몸길이는 60cm로서 양쥐돔과의 어류에선 큰 편에 속하는 물고기이다.

## 특징과 먹이
실꼬리표문쥐치는 매우 아름다운 색을 가지고 있는 물고기로서 유니콘과 닮은 점이 많아 유니콘 피시라고도 불린다. 어릴 때의 유어는 흰색의 몸을 하고 있지만 청소년기를 거쳐 성어가 되어가면 몸의 색이 푸른색으로 변하고 입술은 녹색으로 변하게 된다. 눈에서 꼬까지는 푸른색의 띠를 가지고 있으며 성어에게는 키가 큰 등쪽, 항문지느러미, 배지느러미, 몸의 측면엔 아름다운 반점과 줄무늬를 가지고 있다. 또한 등지느러미도 2개를 가지고 있으며 제1이 등지느러미가 매우 길게 솟구쳐 있다. 아가미와 가슴지느러미의 부근에도 아름다운 얼룩의 무늬를 가지고 있으며 꼬리지느러미는 삼각형의 모양으로 뭉특하지만 꼬리지느러미의 최상단과 최하단엔 실꼬리의 모양이 되는 돌기를 가지고 있어 이것을 보고 실꼬리표문쥐치라는 이름을 얻게 되었다. 자고 있거나 몹시 놀라서 경악했을 때에 푸른색에서 짙은 갈색으로 변색이 되는 물고기이며 먹이로는 주로 해조류라는 바다식물을 주로 먹는 초식성을 많이 하지만 새우와 같은 갑각류도 잘먹는 초식성을 위주로 하는 잡식성의 어류이다. 바닷물고기로서 매우 아름다워서 관상어로도 쓰이며 아쿠아리움에서도 만날 수가 있는 물고기이다.

## 서식지
실꼬리표문쥐치의 주된 서식지는 동아프리카 연안의 인도양과 태평양에 주로 서식하며 폴리네시아, 투아모투 제도, 일본 남부, 그레이트 배리어 리프에서 가장 많은 개체수가 서식한다. 산호초로 우거진 일대나 해조류가 많은 암초지대에서 주로 서식하는 표해수대의 어류이다.

## 같이 보기
- 양쥐돔목
- 양쥐돔과